# Maddur, Yelandur
Maddur là một làng thuộc tehsil Yelandur, huyện Chamarajanagar, bang Karnataka, Ấn Độ.